# 中島清司
中島 清司（なかじま きよし、天明8年（1788年） - 元治元年（1864年））は江戸幕府の幕臣、浦賀奉行所の与力。中島三郎助の父で、中島家の「中興の祖」といわれる。外国船が日本近海に現れるようになった江戸時代の後期に、同僚たちとともにその対応に当たった。諱は永豊。

## 略歴
天保8年（1837年）のモリソン号事件の際には、同僚の合原操蔵たちとともに御備船（おそなえぶね）に乗船して警備に当たった（『蠹餘一得（とよいっとく）』国立公文書館所蔵）。
弘化2年（1845年）のマンハッタン号による日本人漂流民引き渡しが行なわれた時には、同僚与力の田中信吾とともに奉行所に詰めた。そして、オランダ通詞森山栄之助とともにマンハッタン号に赴き、浦賀奉行の用人と警護に当たった忍藩・川越藩の藩士たちの立ち会いのもと、「一時之取斗（とりはからい）」として漂流民を受け取ること、今後浦賀で漂流民は受け取らないことを伝えて、退去を命じた。アメリカ人達の退去後に褒美として銀3枚を拝領、さらに「格別骨折」があったことを理由に老中の阿部正弘からも別途褒美を与えられた。
翌弘化3年（1846年）閏5月27日にビッドル率いるアメリカ艦隊が来日した際には、翌月5日に通詞の堀達之助とともにビッドルに諭書を手渡して退去を命じた。
同年6月28日にデンマークの軍艦ガラテア号が日本沿岸の測量のために来航したことを受けて、異国船への対応を決めるために浦賀に来た海防掛目付の松平近韶に合原たちとともに面会して、視察について協議した。
中島は田中信吾とともに、松平からの諮問への返答として上申書を提出している。そこでは、日本人の船大工だけで洋式軍艦を建造できないかという松平の考えに対し、それは不可能であること、その理由として大型の和船一艘だけでも日本の船大工約30人が建造して5ヵ月必要とすること、洋式軍艦は和船よりさらに精密な構造であることを挙げている。また、洋式軍艦を建造したとしても、操艦のためにはオランダ人の指導を受けなければならないこと、洋式軍艦は遠洋航海用の船で、日本はそうした船を持つ必要がないことも指摘していた。そして、当面は当時の日本にはなかった船上から大砲を発射できるような大きさの和船を日本人船大工に建造させるべきという内容だった。
そのほか、中島は東浦賀村の住民たちのため、干鰯場の造成に尽力している。耕作地が少ない東浦賀村の村民にとって、生計を立てるために干鰯商売は重要であり、「一円干鰯場」と言われるほど干鰯荷物があふれかえっていた。しかし、過去の火災では置かれていた干鰯荷物のせいで避難に支障を来たして被害が拡大し、干鰯荷物も多く焼失した。東浦賀村は地所が狭く、新たに干鰯場を造ることもできなかったため、伊沢政義が浦賀奉行として赴任していた天保期、中島は与力の堀黛助たちとともに湊奥の干潟を埋め立てて築地新町を造成し、そこに干鰯場を設置した。

## 中島家系譜
祖先は、豊臣秀吉や前田利長に仕えた美濃国中嶋ノ庄出身の武士だったが、当主が早世したことを機に浪人となった。その後、寛文9年（1669年）3月に中島三郎右衛門が下田奉行組与力に召し抱えられており、この三郎右衛門が中島家の初代と位置付けられている。
中島清司は7代目にあたり、彼の代に三郎助と孫の英次郎の2家に分家していることから「中興の祖」とされている（『中島三郎助文書』より）。

## 関連作品
- 大島昌宏 『北の海鳴り 小説・中島三郎助』 新人物往来社（1995年）、ISBN 4-404-02167-4
- 熊谷敬太郎 『江戸湾封鎖』幻冬舎（2013年）、ISBN 978-4-344-02478-6